# Spartacist League
La Spartacist League es una agrupación política trotskista que es la sección estadounidense de la International Communist League (Fourth Internationalist), anteriormente conocida como: International Spartacist Tendency. Se eligió este nombre en honor a la Spartakusbund (Liga Espartaquista) original de la República de Weimar (1918-1933) en Alemania, pero no desciende formalmente de ella. La Liga se autoidentifica como una organización "comunista revolucionaria".
En los Estados Unidos, el grupo es pequeño pero muy ruidoso, y sus actividades dentro de coaliciones de activistas de izquierda y movimientos de protesta por la justicia social a gran escala generalmente se enfocan en presentar un polo para el reagrupamiento y reclutamiento de militantes revolucionarios sobre la base de un programa internacionalista leninista (bolchevique).

## Historia
Los orígenes de la Spartacist League se remontan a una tendencia de izquierda dentro de la Young Socialist League (YSL - Liga de la Juventud Socialista), que, en la década de 1950, estuvo vinculada a la Independent Socialist League (ISL) liderada por Max Shachtman. Este grupo se opuso a los planes de Shachtman de fusionar la ISL en el Socialist Party of America y la YSL en la Young People's Socialist League (YPSL - Liga Socialista de Jóvenes).
En 1960, este "grupo de izquierda" fue luego persuadido para unirse al grupo juvenil del Socialist Workers Party, la American Youth for Socialism (Juventud Estadounidense por el Socialismo), en una Young Socialist Alliance (Alianza de Jóvenes Socialistas) más grande, teóricamente independiente.
Murray Weiss tuvo un papel central en el reclutamiento de los antiguos líderes juveniles shachtmanitas para el SWP. Además, él, junto con Myra Tanner Weiss, estaría entre los pocos miembros mayores del SWP en hablar cuando los jóvenes recién reclutados fueran posteriormente expulsados.
Otra influencia importante en la tendencia emergente fue Dick Fraser, quien desarrolló la teoría del integracionismo revolucionario, luego adoptada por la Spartacist League, que argumentaba que los negros en los EE. UU. constituían una casta de color que sólo podía integrarse completamente en la sociedad norteamericana como resultado de una revolución social que derribaría al capitalismo.
Al igual que los Weisse, Fraser abandonaría el SWP a mediados de la década de 1960 y pasaría a liderar el Freedom Socialist Party. También fueron importantes en los primeros días Shane Mage y Geoff White, que tenían antecedentes en el Partido Comunista.
En 1960, esta agrupación, en su mayoría activa en el grupo de jóvenes asociado con el SWP, se había preocupado por lo que consideraban el oportunismo de la dirección del SWP encabezada por Farrell Dobbs y por las propuestas del SWP al Secretariado Internacional de la Cuarta Internacional (SI-CI) (Ver: Del Cuarto Congreso Mundial a la reunificación).
Las cuestiones más importantes en disputa incluyeron el carácter de la revolución cubana, caracterizada por la mayoría como un "estado obrero saludable", y la orientación adecuada hacia el Movimiento por los Derechos Civiles, donde la actitud de la mayoría fue la de un apoyo acrítico al creciente nacionalismo negro entre los militantes afroamericanos.
En 1962, James Robertson, y varios de los nuevos miembros reclutados por Murray Weiss, formaron un grupo de oposición llamado Revolutionary Tendency (TR)  y dejaron en claro su lealtad al Comité Internacional de la Cuarta Internacional (CI-CI). Surgieron diferencias entre los miembros de la Revolutionary Tendency en cuanto a cómo caracterizar al SWP, lo que llevó a una división dentro de la TR. Una minoría más cercana al CI-CI y dirigida por Tim Wohlforth, formó la Reorganised Minority Tendency (RMT), justo cuando la mayoría, dirigida por Robertson, estaba siendo expulsada del SWP. El RMT jugó un papel en la expulsión de la agrupación Robertson, por "deslealtad partidaria".
Bajo el pseudónimo de "Lyn Marcus", Lyndon LaRouche fue brevemente miembro de la Revolutionary Tendency y luego del American Committee for the Fourth International (entonces dirigida por Tim Wohlforth y, en última instancia, opuesto a la Spartacist League (SL)) mientras circulaba por varios grupos de izquierda en la década de 1960. Años más tarde, a principios de 1972, la SL publicó un artículo en dos partes declarando que el National Caucus of Labor Committees, una organización creada y dirigida por LaRouche, era una "socialdemocracia chiflada", seguido en la primavera de 1973 por una polémica contra la organización de LaRouche como "Scientology for socialdemócratas".
En 1964, tras su expulsión del SWP, lanzó una revista teórica titulada Spartacist, de la que más tarde tomarían su nombre. Todavía enfatizaron su lealtad al Comité Internacional de la Cuarta Internacional y, en 1966, asistieron a la conferencia de ese organismo celebrada en Londres, solo para encontrarse excluidos de las filas de la conferencia. A partir de ese momento, los espartaquistas se consideraron a sí mismos como la única tendencia trotskista verdaderamente "ortodoxa", criticando al SWP, al CI-CI y a varios otros rivales de la izquierda.
Robertson consideraba a su grupo como los verdaderos herederos políticos del líder fundador del SWP, James Cannon, pero mantuvo una fidelidad a algunas de las críticas de izquierda a las posiciones del SWP hechas durante la Segunda Guerra Mundial por Max Shachtman después de la ruptura de este último con el trotskismo oficial.
Estos shachtmanismos incluían un desacuerdo con la "Política militar proletariaPp" adoptada por SWP, basada en las enseñanzas de León Trotsky (un llamado de la Segunda Guerra Mundial para el control obrero del ejército estadounidense) y un desacuerdo sobre la legitimidad política de apoyar a Chiang Kai-Shek. Los nacionalistas contra los japoneses dada la alianza de Chiang con el imperialismo estadounidense.
La opinión de larga data de Robertson de que los "pueblos interpenetrados" de Israel/Palestina tienen los mismos derechos a la autodeterminación nacional también está mucho más cerca de la postura adoptada hacia la fundación de Israel por el Partido de los Trabajadores de Shachtman que la del SWP de Cannon.
En algunos temas, la SL de Robertson criticó retroactivamente las tácticas de los partidos de la Cuarta Internacional de Trotsky desde la izquierda. Por ejemplo, los trotskistas de la época de Trotsky a veces dieron "apoyo crítico" a los partidos socialistas o laboristas que se presentaban en bloques electorales con partidos burgueses o pequeñoburgueses. La SL condena esto como una capitulación a la política del Frente Popular.
En el verano de 2017, la International Communist League (Fourth Internationalist) (versión de la Cuarta Internacional que tiene como núcleo la Spartacist League) cuestionó su pasado, creyendo que había sido, en la persona de "una serie de cuadros estadounidenses" penetrados por "la hidra chovinista" desde 1974.

## Contratiempos
Tras la fundación de la Spartacist League, el pequeño grupo se encontró aislado y no pudo reclutar nuevos miembros. Esto resultó en un grado de desmoralización por parte de algunos miembros, incluida la figura principal de la costa oeste del grupo, Geoff White, quien renunció en 1968. En ese momento, otra figura principal, Shane Mage, también había abandonado el grupo.
Mientras tanto, la filial de Nueva York desarrollaba trabajo en los sindicatos, a partir de septiembre de 1967, a través del Militant Labor Civil Rights Committee (MLCRC). Este trabajo fue defendido por Harry Turner y Kay Ellens, quienes habían pasado un año trabajando con Voix Ouvrière en Francia.
Robertson se opuso al MLCRC y se desarrolló una lucha de facciones que terminó cuando la mayoría de la minoría, es decir, aquellos que apoyaban a Ellens, renunciaron a la Liga a tiempo y, en 1971, fundaron el grupo The Spark.
Harry Turner intentó evitar la división y permaneció brevemente en los espartaquistas, donde una facción. Sin embargo, unos meses después, Turner y sus dos seguidores se separaron de los espartaquistas y comenzaron a publicar Vanguard Newsletter. Al final de esta división, James Robertson era el único líder de la antigua Revolutionary Tendency que permanecía en el Comité Central de la Spartacist League.
En 1968, otro grupo, muchos veteranos del "Revolutionary Contingent" de la SL y activos en la Coalition for an Anti-Imperialist Movement, se escindieron para formar la Revolutionary Communist League (RCL). Estos eran simpatizantes de la idea de "autodefensa armada" y "defensa incondicional de los estados obreros", también en 1968, la RCL se fusionó con el Workers World Party (WWP), formado en 1959, a partir de una escisión del SWP. Sin embargo, en 1971, la mayoría de los miembros de la RCL abandonaron el WWP y se reconstituyeron como la Revolutionary Communist League (Internationalist).

## Primeras actividades y expansión
Inicialmente, los espartaquistas buscaron intervenir en las protestas por los derechos civiles, sobre la base de su apoyo a la idea del integracionismo revolucionario, pero por pequeños que fueran, esta actividad fracasó. También desarrollaron una pequeña presencia en los Estudiantes por una Sociedad Democrática (Students for a Democratic Society - SDS); dentro del SDS se opusieron a todas las facciones principales que se desarrollaron a partir de ese organismo, ya que, a partir de 1969, estas facciones se volvieron cada vez más hacia las ideas maoístas.
A medida que los movimientos estudiantiles y contra la guerra de Vietnam alcanzaron su punto máximo a fines de la década de 1960, los espartaquistas comenzaron a reclutar miembros del entonces amplio medio de estudiantes radicalizados. Esto condujo a un crecimiento sustancial y al desarrollo de una presencia nacional a medida que se expandían desde sus sucursales iniciales en Nueva York y el Área de la Bahía de San Francisco.
En parte, este proceso involucró el reclutamiento de exalumnos que habían formado colectivos maoístas locales que luego se habían topado con ideas trotskistas, incluido el Communist Working Collective, dirigido por Marv Treiger, en el sur de California y el Buffalo Marxist Collective, dirigido por Jan Norden, en Buffalo, Nueva York.
Algunos años después, reclutaron un grupo no muy diferente de "Izquierda Gay" con sede en Los Ángeles llamado Red Flag Union (anteriormente conocido como Lavender and Red Union).
A lo largo de la década de 1970, los espartaquistas desarrollaron una serie de lo que describieron como intervenciones ejemplares en la industria y los sindicatos. Por ejemplo, hubo simpatizantes involucrados con ILWU en el Área de la Bahía, la industria automotriz en California, la industria telefónica y otros.
El crecimiento modesto continuó desde principios hasta mediados de la década de 1970. En 1975, la Spartacist League fundó el Partisan Defense Committee como "una organización de defensa legal y social no sectaria, de lucha de clases, que defiende casos y causas en interés de todos los trabajadores" trabajando de acuerdo con las posiciones políticas de Spartacist League y trabajando en la tradición de la organización de la International Labor Defense, que fue una organización de defensa legal, que existió entre 1925 y 1947, en los Estados Unidos como la sección estadounidense del Socorro Rojo Internacional de la Internacional Comunista.

## Fragmentación
A fines de la década de 1970, el crecimiento de la Spartacist League se estancó cuando la marea radical de la década de 1960 comenzó a disminuir. De vez en cuando se han desarrollado importantes luchas entre facciones internas en el grupo. Estos tendieron a conducir a la salida de la minoría disidente.
En 1972, la vida de la organización estuvo marcada por la pérdida de varios cuadros dirigentes. Insatisfechos con el régimen del grupo, algunos miembros de alto nivel se reunieron alrededor de Moore, Stewart, Dave Cunningham y Marv Treiger para enfrentar Robertson solo para verse expulsados de SL.
Luego formaron una organización de corta duración, el International Group, que publicó un solo folleto y luego se disolvió.
La SL reeditó el panfleto de los disidentes como parte de su serie Hate Trotskyism, Hate the Spartacist League (Odio el trotskismo, odio a la Spartacist League). Esa escisión no interrumpió el crecimiento de la Liga. Los críticos han argumentado que la dominación indiscutible de Jim Robertson data de la purga de 1972.
En 1978, Robertson atacó a varios miembros jóvenes destacados, incluido: Sam Issacharoff, el editor de Young Spartacus, y los apodó "clones" porque supuestamente eran de la misma clase que el "teórico" de SL Joseph Seymour. Robertson los vio como intelectuales pequeñoburgueses que eventualmente podrían convertirse en una facción disidente. Issacharoff (quien más tarde se convirtió en profesor de derecho de la Universidad de Nueva York) y varios otros abandonaron posteriormente la organización. Más tarde, la  International Bolshevik Tendency (IBT) se refirió a este episodio como "the Clone Purge".
Para la Spartacist League, estos fueron años de reducción frente a lo que vio como una ofensiva mundial por parte de la clase capitalista. En ese contexto comenzó a retirar a sus miembros del trabajo sindical. Con el tiempo, las fracciones sindicales, que alguna vez fueron el elemento más alardeado del trabajo de la SL.
Varios exmiembros de la SL, unidos por su hostilidad hacia la dirección de la SL, fundaron la "External Tendency" (ET) de la SL. Inicialmente con base en el área de la Bahía de San Francisco y Toronto, la ET se definiría a sí mismo como una facción pública de la SL y buscaría ser readmitida en las filas de la organización matriz. Estos esfuerzos fueron rechazados por la SL, que desde entonces ha librado una guerra polémica con la ET y sus grupos sucesores, como la Bolshevik Tendency/IBT.
En 1996, Jan Norden, el editor de Workers Vanguard, y otros fundadores de la League for the Fourth International.